# مایکل فریدمن (ریاضی‌دان)
 مایکل فریدمن (انگلیسی: Michael Freedman؛ زادهٔ ۲۱ آوریل ۱۹۵۱) یک ریاضیدان اهل ایالات متحده آمریکا است. وی همچنین برنده جوایزی همچون مدال فیلدز شده است.